# Marie-José van der Lee

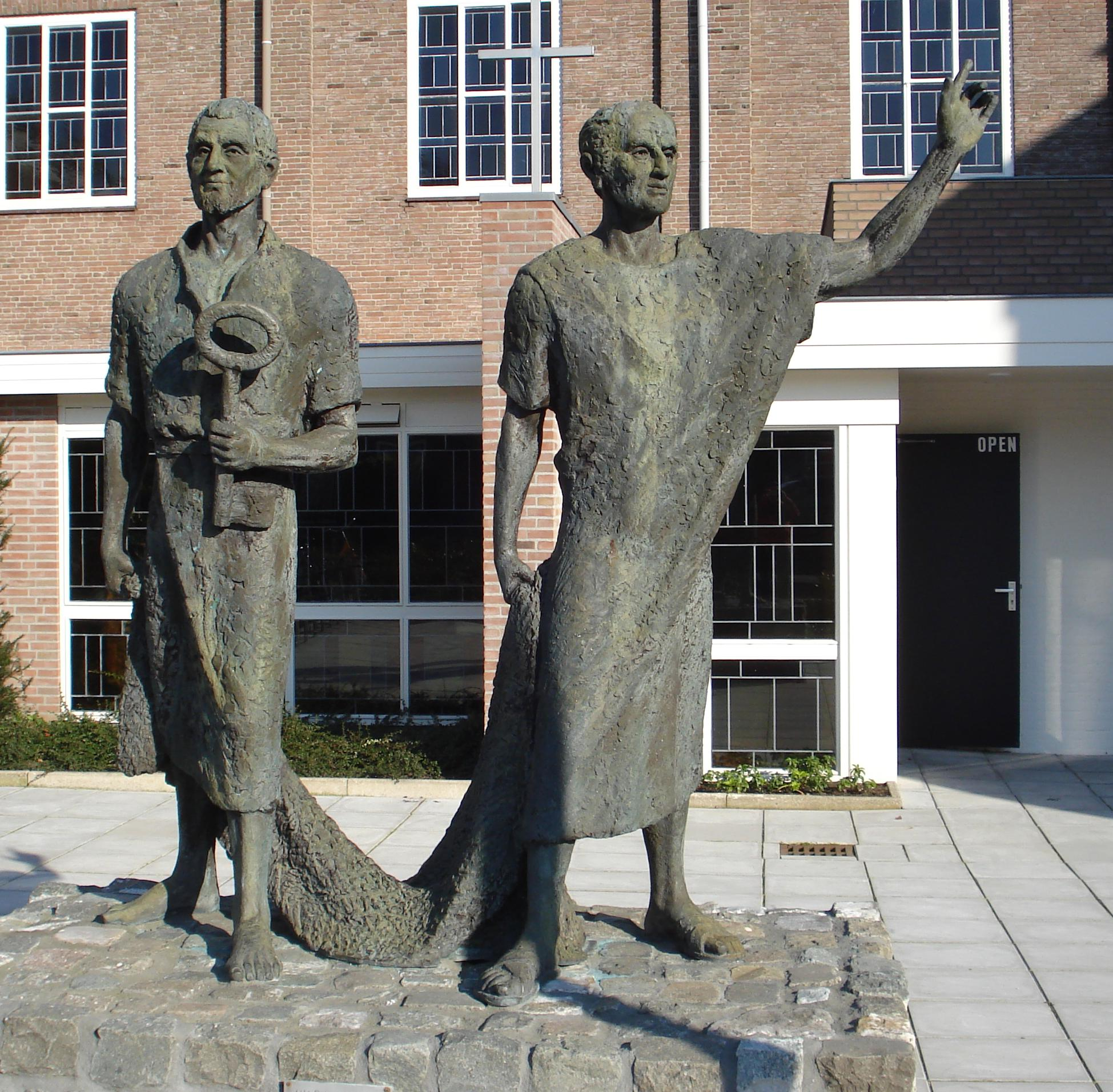
HH Petrus en Paulus van Marie-José van der Lee. Deze groep stond aanvankelijk in Haarlem maar tegenwoordig in Soest

Marie-José van der Lee o.s.a. (Westbeemster, 20 december 1912 - Lage Vuursche, 16 mei 2012) was een Nederlands kloosterlinge en kunstenares.
Maria Alida van der Lee trad op 13 januari 1943 in bij de Zusters Augustinessen van Sint Monica, een op augustijnse leest geschoeide congregatie, die in 1934 was opgericht door pater Sebastianus van Nuenen. Zij werd op 15 augustus 1949 geprofest, waarbij zij de naam Marie-José aannam.
Zuster Marie-José was opgegroeid op een boerderij in de Beemster. Over haar jeugd herinnerde zij zich voor de NCRV Radio: “Toen ik een keer naar buiten ging en in de bloeiende boomgaard liep en al dat jonge vee zag, er waren kalfjes, schaapjes, lammeren en al dat jonge groen, toen drong het tot mij door dat dat allemaal nieuw was. Dat was er vorig jaar niet en toen dacht ik: er is wel een God maar hij is zo groot, ik zal Hem nooit kunnen vatten”. Later zei ze dat de verwondering over de schepping en over Degene die zij daarvoor verantwoordelijk hield, leidde tot haar besluit zich te wijden aan God. Ook voelde ze een sterke behoefte mensen te helpen die geen thuis of geen ouders hebben.
In het klooster ontdekte ze - als bij toeval - een talent voor beeldhouwen. Ze ontwikkelde zich al snel tot de kunstenares van de congregatie. Haar beelden vonden aanvankelijk hun weg naar kerken in Het Gooi, maar ook al snel daarbuiten, ook buitenslands. Hoewel zij als haar primaire taak bleef zien het zich inzetten voor mensen die haar hulp nodig hadden, verzorgde ze, wat ze zelf haar vrije tijd noemde, een belangrijke inkomstenbron voor haar congregatie die zich toelegde op zorg voor armen en verdrukten in Utrecht, Hilversum, Amsterdam, Sittard, Maastricht en Arnouville.
Zuster van der Lee was regelmatig te gast bij verschillende radio- en televisieprogramma's. Ze overleed in een verpleeghuis in Lage Vuursche.

## Beeldhouwwerken
- Sint Vincentius à Paolo (na 1946) - Kerkepad 1 (St. Vincentiuskerk), Volendam – Edam-Volendam
- De Heilige Familie (ca. 1950) - St. Jozeflaan, De Kwakel – Uithoorn
- Petrus en Paulus (1965) - Steenhoffstraat	Soest
- Sint Christoffel (ca. 1970) - Ringbaan Oost 449 (vm. kerk O.L.V. van Lourdes), Tilburg
- Beeldengroep Augustinus (1975) - Soestdijkerstraatweg, Klooster Augustinessen van St. Monica, Monnikenberg, Hilversum
- Sint Bavo (2000) - Sint Bavo, Kerklaan 88	Heemstede

- International Standard Name Identifier: 0000 0004 2306 0049
- Nederlandse Thesaurus van Auteursnamen: 355029812
- RKD-Nederlands Instituut voor Kunstgeschiedenis: 48782
- Virtual International Authority File: 305804507
- WorldCat: E39PBJpV9j9x7r4khvmth3MXVC